# Branțivka, Krasnopillea
Branțivka (în ucraineană Бранцівка) este o comună în raionul Krasnopillea, regiunea Sumî, Ucraina, formată numai din satul de reședință.

## Demografie
Componența lingvistică a comunei Branțivka
     Ucraineană (97,99%)
     Rusă (1,72%)
     Alte limbi (0,14%)
Conform recensământului din 2001, majoritatea populației comunei Branțivka era vorbitoare de ucraineană (97,99%), existând în minoritate și vorbitori de rusă (1,72%).